# 그레이 구
그레이 구(Grey goo) 시나리오는 자기 복제가 가능한 나노 기계가 무한한 증식을 통해 지구 전체를 뒤덮는 상태를 나타내는 가상의 지구 종말 시나리오이다. '그레이(Grey)'는 영어로 '회색, 잿빛'을 뜻하는 단어이고, '구(Goo)'는 아주 작고, 얇아 형체가 없는(식별할 수 없는) 물질을 의미한다.
그레이 구 시나리오는 분자 나노기술의 선구자로 알려진 에릭 드렉슬러(Eric Drexler, 1955~)가 그의 저서 『창조의 엔진 Engines of Creation』(1986)에서 처음으로 제안했다. 그 책에서 드렉슬러는 '분자를 원료로 사용해서 유용한 거시물질의 구조로 조립해내는 분자 크기의 장치'를 '어셈블러(assembler)'라고 명명했다. 어셈블러는 아주 기본적인 입자인 분자를 재료로 사용하므로 어떠한 물체도 만들어 낼 수 있다고 여겨진다. 또한 어셈블러 자체도 분자 크기의 장치이므로 대부분의 어셈블러는 자신을 복제할 수 있는 능력, 즉 자기증식 기능을 가질 것이다. 이 어셈블러는 생물체는 아니지만 생물체의 세포처럼 자기증식이 가능하기 때문에 기하급수적인 성장을 할 수 있다. 드렉슬러는 이러한 "인간의 힘으로 통제 불가능한 자기복제 때문에 돌이킬 수 없는 전 지구적 재앙이 발생할 수 있다"고 예상했다. 이 상태가 '그레이 구(Grey Goo, 잿빛 덩어리)'이다.

## 논쟁

### 반대 입장
그러나 많은 과학자들은 자기복제가 가능한 어셈블러가 인간이 만들어낼 수 없는 공상일 뿐이라고 비판한다. 풀러렌을 발견해 1996년 노벨 화학상을 수상한 리처드 스몰리(1943~2005) 교수는 "드렉슬러의 어셈블러는 과학과 환상의 세계에 다리를 걸친 허무맹랑한 이야기일 뿐"이라고 일소했다. 2001년 스몰리가 드렉슬러를 비판하는 글을 발표해 두 사람은 치열한 공방전을 벌인 적이 있다.

### 찬성 입장
한편 그레이 구 이론을 지지하는 사람들은 특정 임무를 마치거나 일정 시간이 경과한 후 자살 혹은 기능을 멈추도록 어셈블러를 구성한다면 그레이 구의 재앙을 모면할 수 있다고 주장한다.
나노의학의 선구자인 로버트 프라이타스(1952~)는 그레이 구에서 더 나아가 몇 가지 나노기계 재앙 시나리오를 제시했다. '어셈블러가 증식해 물속에 녹아있는 탄소를 모두 사용해버리는 잿빛 플랑크톤(grey plakton) 시나리오'는 나노기계때문에 지구의 탄소가 모두 소멸될 것이라고 경고한다. 그 외에도 '어셈블러가 공기중의 먼지나 햇빛에 함유된 각종 원소를 자신의 에너지로 사용하는 잿빛 먼지(grey dust) 시나리오', '바위 위에 붙어서 탄소 등의 원소를 사용하는 잿빛 이끼(grey lichen) 시나리오' 등을 상상했다.
2000년 4월 미국의 컴퓨터 과학자인 빌 조이는 논문 『왜 우리는 미래에 필요 없는 존재가 될 것인가 Why the Future Doesn't Need Us』에서 드렉슬러의 상상력에 전폭적인 지지를 보냈다. 조이는 "자기증식을 하는 나노로봇에 의해 인류가 종말을 맞게 될지 모른다"고 우려했고, 이 논문은 전 세계적 반향을 일으키기도 했다.
이어서 2002년 미국의 과학소설가 마이클 크라이턴(1942~)이 드렉슬러의 아이디어를 그대로 수용해 소설 『먹이 Prey』를 발표했고 그레이 구 시나리오에 대한 대중적 관심이 고조되었다. 크라이턴은 드렉슬러의 이론으로부터 한발짝 더 나아가서 '자기증식 로봇이 집단을 형성하면 떼 지능이 창발할 것'이라고 상상했다. 그렇게 되면 이 어셈블러들은 일종의 인공물이지만 살아있는 괴물처럼 모든 것을 먹이로 해치울 지도 모른다.

## 같이 보기
- 과학철학
- 나노기술

## 참고 문헌
- 『지식의 대융합』, 이인식, 고즈윈, 2008[쪽 번호 필요]